# Polioptilidae
Polioptilidele (Polioptilidae) sunt o familie de păsări mici paseriforme. Cele 21 de specii grupate în trei genuri din această familie trăiesc în toată America, cu excepția sudului extrem și a regiunilor înalte ale Anzilor. Cele mai multe specii din acest grup în mare parte tropical și subtropical sunt rezidenți permanenți, dar Polioptila caerulea din Statele Unite și sudul Canadei migrează spre sud pentru iarnă.
Aceste păsări delicate seamănă cu silviile (din Lumea Veche) ca formă și obiceiuri, mișcându-se continuu printre frunziș în căutarea insectelor. 

## Specii
- Genul Microbates
  - Microbates collaris
  - Microbates cinereiventris
- Genul Ramphocaenus
  - Ramphocaenus melanurus
  - Ramphocaenus sticturus
- Genul Polioptila
  - Polioptila caerulea
  - Polioptila melanura
  - Polioptila californica
  - Polioptila lembeyei
  - Polioptila albiloris
  - Polioptila albiventris
  - Polioptila nigriceps
  - Polioptila bilineata
  - Polioptila plumbea
    - Polioptila (plumbea) maior

  - Polioptila lactea
  - Polioptila guianensis
  - Poliptila facilis
  - Polioptila paraensis
  - Polioptila attenboroughi
  - Polioptila clementsi
  - Polioptila schistaceigula
  - Polioptila dumicola